# A-1 (Montenegro)
De A-1 of Autoput 1 of Autoput Princeza Ksenij (Prinses Xenia-autosnelweg) is een (deels afgewerkte, deels geplande) autosnelweg in Montenegro. De weg moet de havenstad Bar met de hoofdstad Podgorica en de Servische hoofdstad Belgrado verbinden. De autosnelweg zal 169 kilometer lang worden. Sinds april 2010 lag de bouw tijdelijk stil. Op 13 juli 2022 werd de snelweg geopend tussen Smokovac en Mateševo. 
De weg zal grotendeels onderdeel zijn van de E65 en E80. Het laatste stuk, tussen Bijelo Polje en de grens met Servië bij Boljare zal onderdeel zijn van de E763.

## Geschiedenis
Al voor de onafhankelijkheid van Montenegro in 2006 waren er plannen voor een autosnelweg tussen Belgrado en Bar. Deze route is vooral voor Servië van belang, omdat het land geen eigen zeehaven heeft. De plannen werden nooit uitgevoerd vanwege het bergachtige landschap. 
Na de onafhankelijk van Montenegro kwamen nieuwe plannen voor de autosnelweg. Ook vanuit Servië kwam meer geld beschikbaar. Zo begon in 2009 de aanleg van de A-1 bij Podgorica. Door de kredietcrisis waren de financiële middelen echter al snel uitgeput. Daardoor werd de bouw in april 2010 stilgelegd. Een herstart met een Grieks-Israëlisch bedrijf mislukte ook.

## Aanleg deel Smokovac - Mateševo
Montenegro heeft China benaderd voor de financiering van de aanleg van de A-1. In 2019 moest de weg voltooid zijn, maar die deadline werd niet gehaald, ook omdat de kosten van 2.770.000.000 euro zwaar drukken op een klein land als Montenegro. Op 13 juli 2022 werd het eerste stuk geopend tussen Smokovac en Mateševo. 